# Habenaria rodgeri
Habenaria rodgeri là một loài thực vật có hoa trong họ Lan. Loài này được W.W.Sm. & Banerji mô tả khoa học đầu tiên năm 1914.